# Helixocerus mendosum
Helixocerus mendosum är en tvåvingeart som beskrevs av Lamb 1929. Helixocerus mendosum ingår i släktet Helixocerus och familjen styltflugor. Inga underarter finns listade i Catalogue of Life.